# Portadown
Portadown (ga: Port an Dúnáin )? é uma cidade do condado de Armagh, na Irlanda do Norte. A cidade fica no rio Bann, no norte do condado, a cerca de 24 milhas (39 quilômetros) sudoeste de Belfast. É na área de Armagh, Banbridge e Craigavon Borough Council e tinha uma população de cerca de 22.000 no censo de 2011. Para alguns fins, Portadown é tratado como parte do "Craigavon Urban Area", ao lado de Craigavon e Lurgan.
Embora Portadown pode traçar suas origens para a Plantação de Ulster do início do século XVII, não foi até a era vitoriana e da chegada da ferrovia que se tornou uma grande cidade. Ele ganhou o apelido de "hub do Norte", devido a ser um importante entroncamento ferroviário; onde a linha da Great Northern Railway divergiu para Belfast, Dublin, Armagh e Derry. Nos séculos XIX e XX, Portadown foi também um importante centro de produção de têxteis (principalmente de linho).
De sua população, cerca de 61% são de origem protestante e 31% de origem católica. Portadown é o local da longa disputa de Drumcree, durante as passeatas anuais Orange através da parte principalmente católica da cidade, que muitas vezes levou à violência. Na década de 1990, a disputa se intensificou e atraiu a atenção mundial para Portadown.

## História

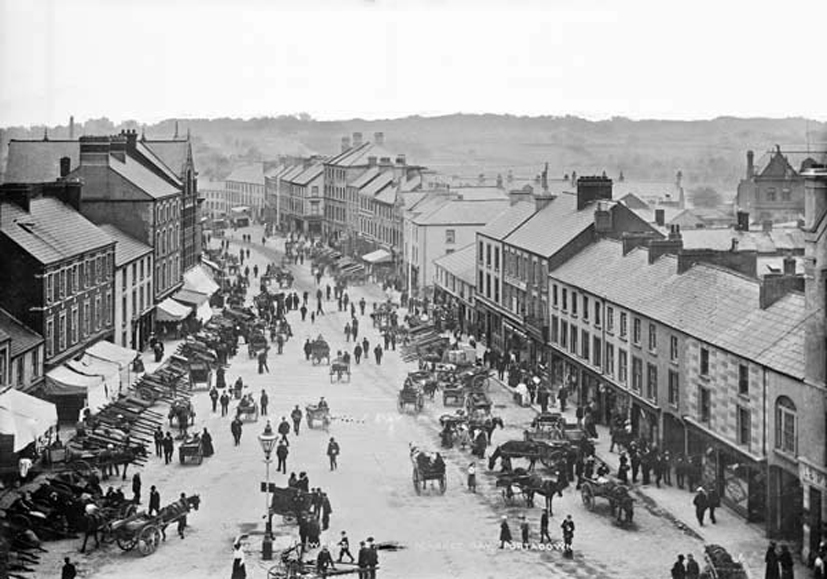
Portadown High Street no dia do mercado (c.1900)

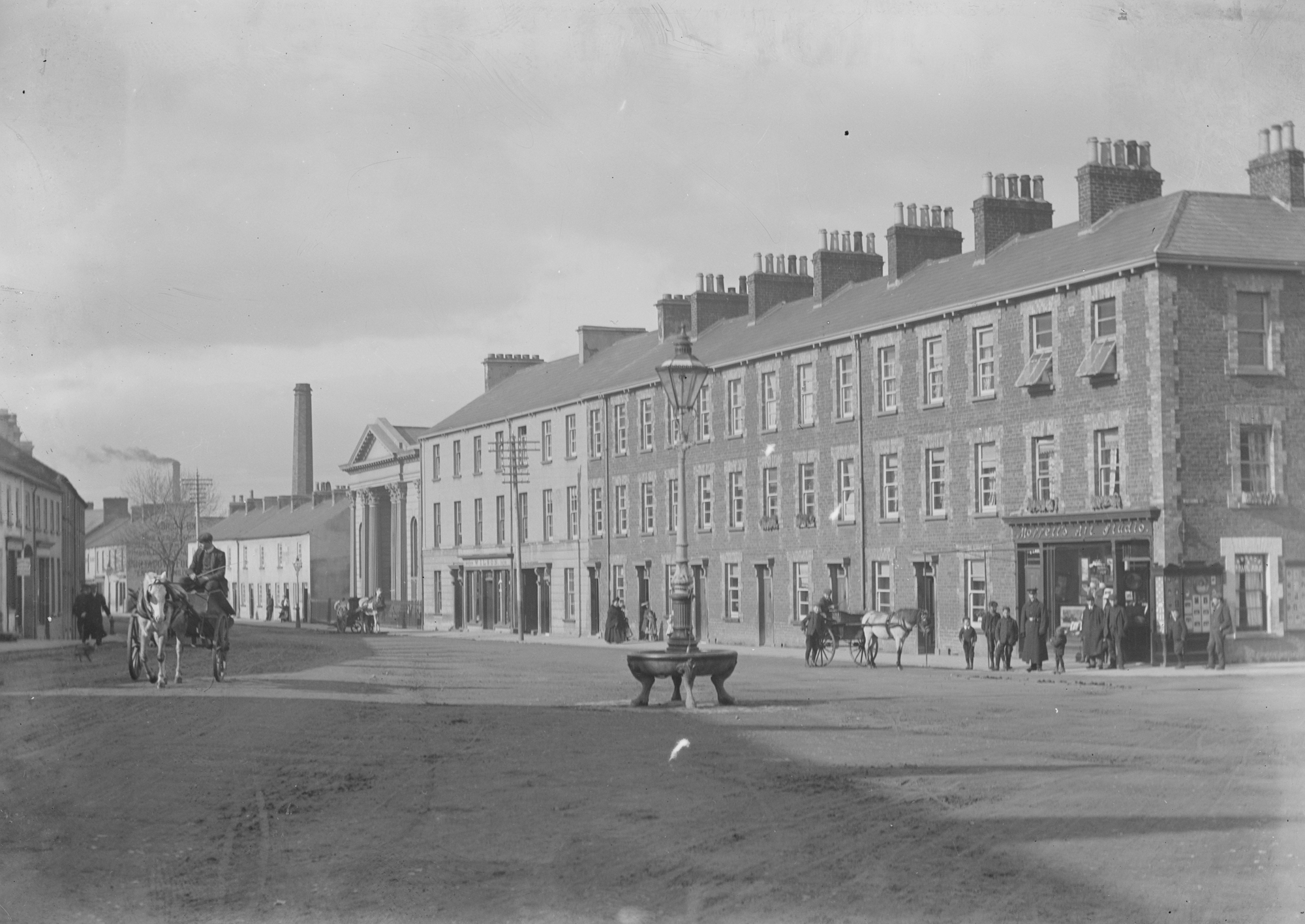
A área de Edenderry de Portadown no início dos anos 1900

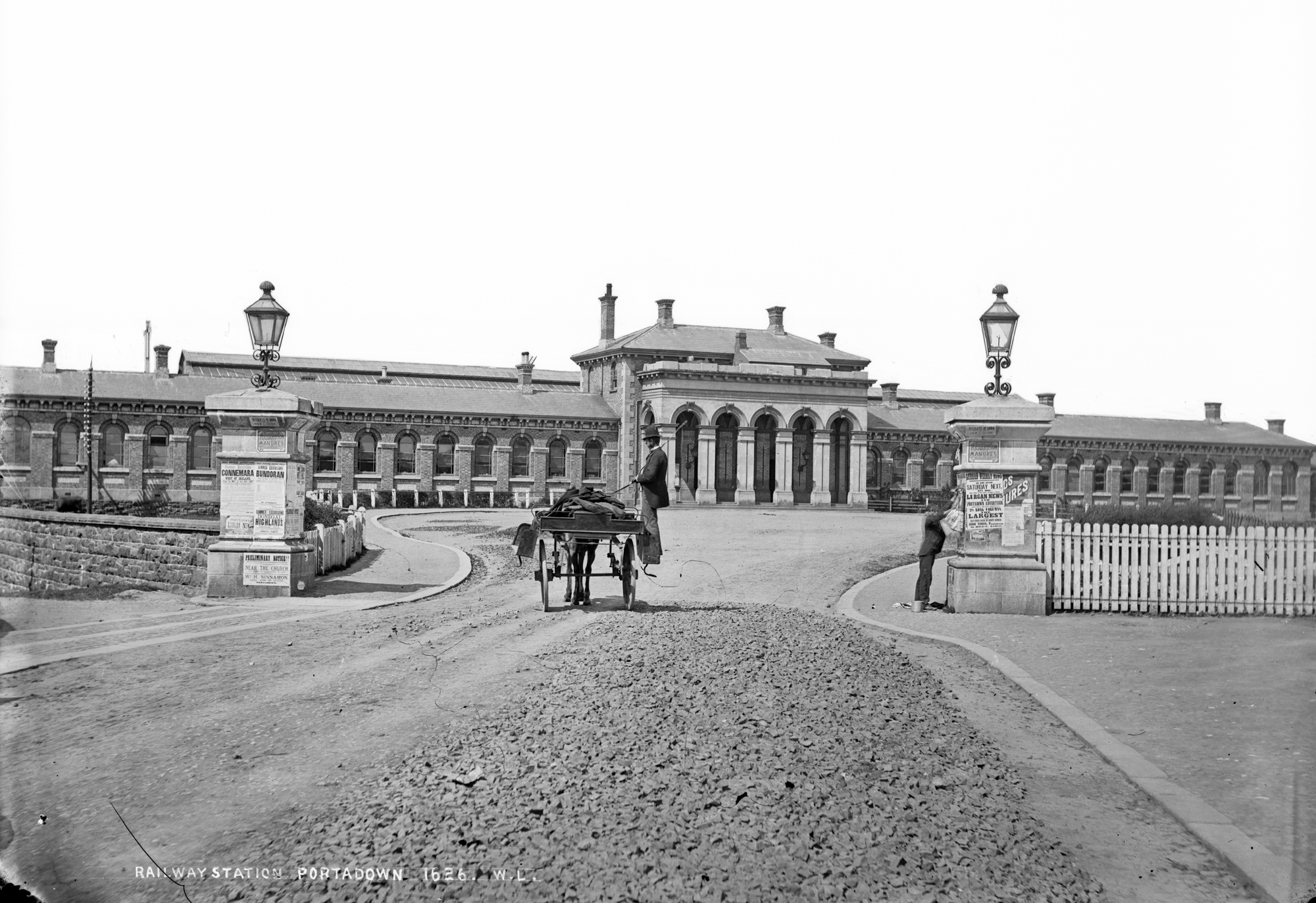
A antiga estação ferroviária em Edenderry (c. 1879)

### História antiga e Plantação do Ulster
A área de Portadown era habitada há muito tempo pelos gaélicos irlandeses. No início dos anos 1600, ficava no distrito de Clancann (Clann Chana), que fazia parte do território maior de Oneilland (Uí Nialláin). Este distrito recebeu o nome do clã local dominante - os McCann (Mac Cana)  - que estiveram na área desde antes do século XIII. Os McCann eram então uma seita vassala dos O'Neill (Uí Néill). Nas margens orientais do rio Bann ficava o distrito de Clanbrasil (Clann Bhreasail).
O nome da cidade vem do porto irlandês de 'Dúnáin (ou, mais formalmente, Port an Dúnáin), significando o porto ou local de pouso do pequeno forte. Este foi provavelmente um forte dos McCann. O nome da cidade vem do porto irlandês de 'Dúnáin (ou, mais formalmente, Port an Dúnáin), significando o porto ou local de pouso do pequeno forte. Este foi provavelmente um forte dos McCann.
De 1594 até 1603, os O'Neills e uma aliança de outros clãs lutaram na Guerra dos Nove Anos contra a conquista inglesa da Irlanda . Isso acabou em derrota para os clãs irlandeses, e grande parte de suas terras foi tomada pelos ingleses. Em 1608, James I da Inglaterra começou a Plantação de Ulster - a colonização organizada desta terra por colonos da Grã-Bretanha.  
Em 1610, como parte da plantação, as terras de Portadown foram concedidas a William Powell. Em 1611, ele vendeu sua concessão de terras para o reverendo Richard Rolleston, que por sua vez vendeu em duas partes a Richard Cope e Michael Obins. Obins construiu uma grande mansão em estilo elisabetano para si e sua família, e várias casas próximas para inquilinos ingleses. Esta mansão estava na área da atual propriedade de Woodside, e o People's Park de hoje era parte de sua propriedade. O parque é agora delimitado em ambos os lados por Obins Street e Castle Street, ambos são referências ao "Castelo de Obin". Em 1631, Obins obteve uma licença para uma "feira e mercado", o que levou à construção da primeira ponte sobre o rio Bann, pouco depois.

### Rebelião irlandesa de 1641
Durante a Rebelião Irlandesa de 1641, o Castelo de Obins foi capturado por uma força de irlandeses despossuídos liderada pelos McCann, pelos Mageneses e pelos O'Neills. Em uma das piores atrocidades da rebelião, em novembro de 1641, rebeldes irlandeses forçaram cerca de 100 colonos ingleses e escoceses (ou "plantadores") a sair da ponte de Bann e eles se afogaram ou foram fuzilados. Isso ficou conhecido como o " massacre de Portadown ", e em parte precipitou os ataques de vingança realizados na Irlanda vários anos depois pelas forças de Oliver Cromwell. As tropas confederadas irlandesas abandonaram o Castelo de Obins durante a conquista de Cromwell na Irlanda, e Hamlet Obins (que havia sobrevivido a sua captura) o recuperou em 1652. Foi então passado para seu filho, Anthony Obins.

### Industrialização
Em 1741, Anthony Obins esteve envolvido no desenvolvimento do Canal de Newry. Ele foi sucedido por Michael Obins em 1750. Foi ele quem montou um mercado de linho em Portadown em 1762 e isso lançou as bases da grande indústria de Portadown.
Michael Obins morreu em 1798 e deixou um filho, Michael Eyre Obins, para sucedê-lo. Em 1814, Eyre Obins recebeu ordens sagradas e vendeu a propriedade para a família de Tandragee. George Montagu, 6º Duque de Manchester (conhecido como Visconde Mandeville) casou-se com Millicent Sparrow em 1822 e entrou em posse da propriedade. O legado desta família para a cidade inclui nomes de ruas como Montagu Street, Millicent Crescent e Mandeville Street, bem como edifícios como o Fergus Hall (antigo Duke's School e Church Street PS) e o Carlton Home (a antiga casa do Duke, ultimamente uma maternidade / alojamento de enfermeiros e agora apartamentos privados).
A família Blacker, descendente de dinamarqueses que entraram na Irlanda no século IX, fundou uma propriedade em Carrick, na estrada Portadown- Gilford. A terra fora comprada pelo Coronel Valentine Blacker de Sir Anthony Cope, da Loughgall. Tornou-se conhecido como Carrickblacker e agora é o site do Portadown Golf Club. Um dos notáveis da família Blacker, o coronel William Blacker, alto xerife de Armagh, participou da " Batalha do Diamante " e foi membro fundador da Ordem Laranja. Isto, e eventos subsequentes como a criação de uma Grande Loja “provisória” na cidade após a dissolução 'voluntária' da Ordem em 1825, levaram a cidade a ser conhecida como 'A Cidadela Laranja' e foi um centro de conflitos sectários. por dois séculos. Muitos da família Blacker eram soldados ou eclesiásticos. A propriedade da família foi comprada em 1937 por Portadown Golf Club, que demoliu Carrickblacker House em 1988 para dar lugar a um novo clube.

### Segunda Guerra Mundial

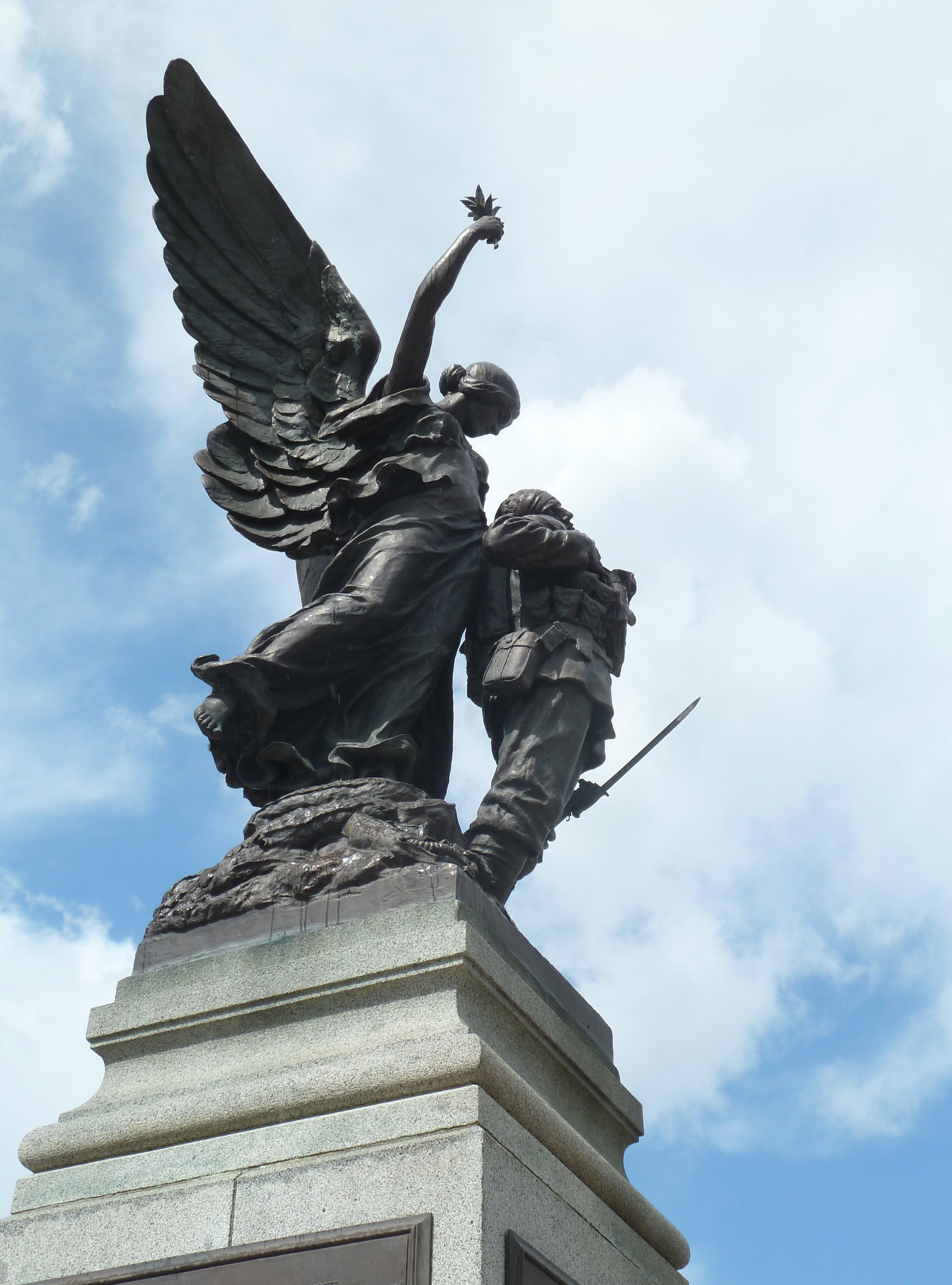
Memorial de guerra de Portadown

Um grande campo de prisioneiros de guerra (POW) foi construído em Portadown durante a Segunda Guerra Mundial. Foi no local de uma antiga instalação esportiva no que era então a extremidade ocidental da cidade. Esta área é agora coberta por moradias da Fitzroy Street e da Brownstown Estates. O acampamento abrigava (principalmente) prisioneiros de guerra alemães. Durante algum tempo, esses prisioneiros de guerra foram protegidos por militares galeses que haviam sido transferidos da Alemanha (conhecidos como "Bluecaps") e alojados no St. Patrick's Hall, na Thomas Street. Muitos dos soldados galeses decidiram se desmobilizar em Portadown, já que haviam formado relações lá.
O jornal local publicou uma história de outro campo de prisioneiros de guerra, adjacente ao Castelo de Killicomaine (também conhecido como Castelo de Irwin) no que era então conhecido como "Cullen's Lane", mas agora é chamado de "Princess Way" e parte da propriedade Killicomaine, construída em 1954. e em grande parte contemporânea com outras propriedades construídas pelo então Portadown Borough Council e pela antiga Northern Ireland Housing Trust (agora chamada Northern Ireland Housing Executive).
Em 2005, um abrigo público de ataque aéreo foi descoberto durante as obras de escavação perto da margem do rio, nos arredores do centro da cidade. Um dos dez construídos pelo conselho durante a Segunda Guerra Mundial, é um dos dois únicos remanescentes, o outro na nova rotatória na estrada de Gilford e um raro exemplo de abrigos antiaéreos públicos na Irlanda do Norte.

### Os problemas

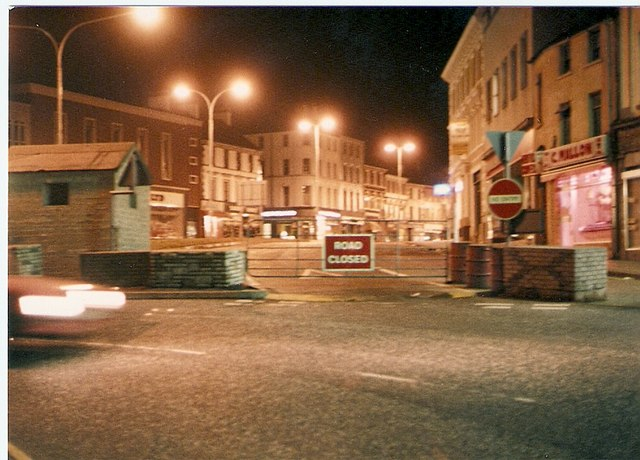
Barreiras de segurança que bloqueiam a entrada no centro da cidade de Portadown em 1982

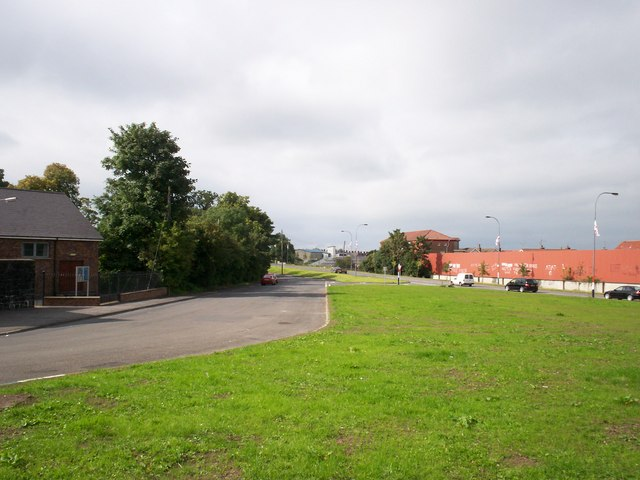
O "muro da paz" ao longo da Corcrain Road (à direita)

Durante os problemas, houve numerosos tiroteios, atentados e tumultos em Portadown. O conflito levou à morte de 45 pessoas na cidade. Os legalistas mataram 25 pessoas: 18 civis católicos, três civis protestantes, dois membros das forças de segurança, um paramilitar republicano e um paramilitar legalista. Os republicanos irlandeses mataram 18 pessoas: nove membros das forças de segurança, um paramilitar legalista, sete civis protestantes e um civil católico. As forças de segurança mataram um civil protestante e outro legalista foi morto por sua própria bomba. Em 1993 e 1998, o centro da cidade foi devastado por dois grandes carros-bomba plantados por republicanos.
Os problemas levaram a cidade a tornar-se segregada - a parte noroeste da cidade tornou-se quase católica / nacionalista irlandesa, enquanto o resto da cidade tornou-se quase totalmente protestante / sindicalista. O "distrito católico" de Portadown é cercado pela linha férrea e por uma barreira de segurança (" muro da paz ") ao longo da Corcrain Road.
Os problemas também intensificaram a longa disputa de marcha de Drumcree, sobre as marchas de Orange pela parte católica da cidade. Em julho de 1995 a 2000, a disputa atraiu a atenção mundial ao desencadear protestos e violência em toda a Irlanda do Norte, motivou uma operação maciça da polícia / exército britânico e ameaçou atrapalhar o processo de paz. O Exército isolou a parte católica de Portadown com grandes barricadas de aço, concreto e arame farpado e a situação foi comparada a uma "zona de guerra" e um "cerco".
Todo verão, durante a " época da marcha ", há muitas marchas protestantes / legalistas na cidade. Os legalistas colocam inúmeras bandeiras e levantam arcos sobre algumas ruas. Essas marchas e a elevação dessas bandeiras e arcos perto das casas das famílias católicas continuam sendo uma fonte de tensão e, às vezes, de violência.
Líderes comunitários em Portadown estiveram envolvidos com o Projeto Ulster desde que começaram em 1975. O projeto envolve adolescentes de ambas as principais comunidades da Irlanda do Norte. O objetivo é fomentar a boa vontade e a amizade entre eles. Todos os anos, um grupo de adolescentes é escolhido para viajar para os Estados Unidos, onde ficam com uma família americana por algumas semanas.

## Geografia

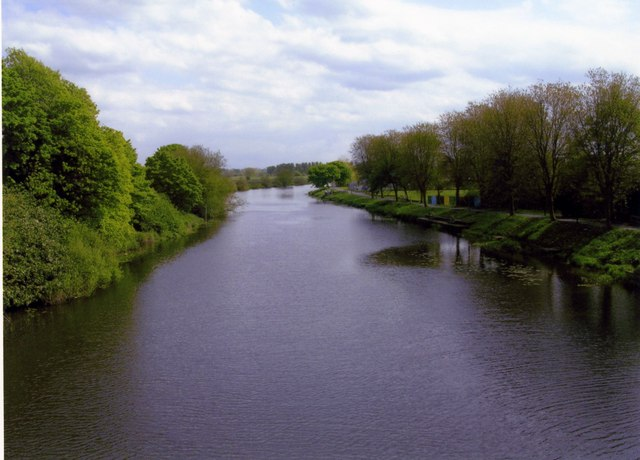
Rio Bann em Portadown

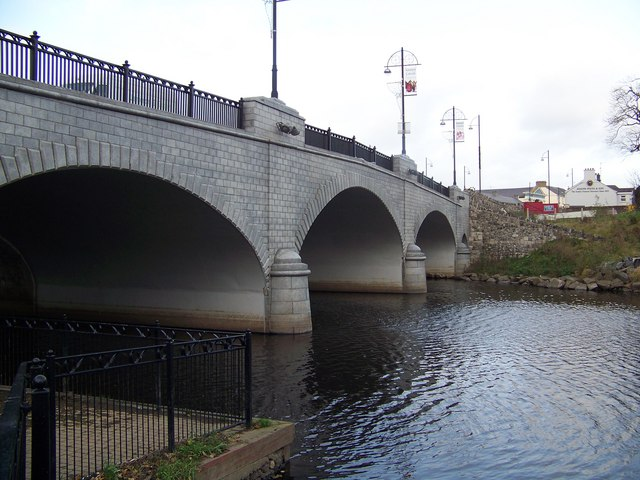
A ponte de Bann

Portadown fica em uma parte relativamente plana da Irlanda, perto da costa sul de Lough Neagh. Existem duas pequenas zonas húmidas nos arredores da cidade; um em Selshion no oeste e outro em Annagh no sul. O rio Ballybay flui para a cidade a partir do oeste antes de se juntar ao rio Bann.

### O rio Bann
A maior parte da cidade é construída no lado oeste do rio Bann e deve muito de sua prosperidade ao rio. Foi a construção do Canal de Newry (ligando Carlingford Lough com Lough Neagh) em 1740, juntamente com o crescimento da ferrovia no século 19, que colocou Portadown no centro das rotas de transporte.
Existem três pontes sobre o rio em Portadown. Bridge Street e Northway são pontes rodoviárias e há uma ponte ferroviária ao lado da Northway. O 'Bann Bridge' na Bridge Street é o mais antigo. A história desta ponte é incomum na medida em que foi construída sem um rio correndo por baixo dela. Depois que a construção foi concluída, o curso do rio Bann foi desviado por cerca de 100 jardas para endireitar um meandro. O velho leito do rio foi então construído. Uma escavação arqueológica na área do antigo leito do rio descobriu os ossos de alguns dos que se afogaram no massacre de 1641. A ponte atual foi ampliada duas vezes desde que foi construída.

### Townlands
Como o resto da Irlanda, a área de Portadown tem sido dividida em terras da cidade, cujos nomes vêm principalmente da língua irlandesa . Portadown surgiu ao longo de uma estrada (High Street / Market Street) que marcou o limite entre dois deles - Tavanagh e Corcrain. Com o tempo, as cidades vizinhas foram construídas e deram seus nomes a muitas estradas e conjuntos habitacionais. O seguinte é uma lista de cidades dentro da área urbana de Portadown, juntamente com suas etimologias prováveis: 
Cisjordânia do rio Bann (freguesia de Drumcree):
- Annagh ((ga: Eanach, «marsh»)?)
- Ballyoran (de Baile Uaráin que significa "townland da primavera")
- Baltylum (de Bailte Loma significa "townlands nus")
- Clounagh ou Clownagh (de Cluain Each significa "cavalos prado")
- Corcrain (de Corr Chrainn que significa "colina redonda da árvore")
- Garvaghy (de Garbh Achadh significa "campo áspero")
- Mahon ou Maghon (de Maigh Ghamhan significa "planície dos bezerros")
- Selshion (de Soilseán significa "brilhante", "brilho" ou "brilhante")
- Tavanagh (de Tamhnach que significa "pastagem")

Margem leste do rio Bann (freguesia de Seagoe):
- Ballyhannon (de Baile Uí hAinchain que significa "a cidade de Hoinchain")
- Bocombra (anteriormente Bocomra, de Buaic Iomaire que significa "topo da cordilheira" ou Both Chomair que significa "cabana na confluência")
- Edenderry (de Éadan Doire que significa "colina-sobrancelha do bosque de carvalho")
- Kernan (anteriormente Kerhanan, de Caorthannan que significa "lugar de rowans ")
- Killycomain ou Killicomain (de Coill Uí Chomáin que significa "floresta de Coméin")
- Levaghery (de Leathmhachaire que significa "meia planície")
- Lisnisky (de Lios um Uísse que significa " ringfort da água") - os campos em Lisnisky separam Portadown de Craigavon
- Seagoe Upper (de Suidhe Gabha significa "assento do ferreiro" ou "sede de St. Gobhan ")

### Clima
O clima de Portadown é como o de grande parte do resto do Reino Unido e da Irlanda, sendo um clima oceânico temperado. Tem temperaturas amenas durante todo o ano, com as temperaturas do verão não atingindo níveis que são considerados muito quentes e o inverno não é muito frio. As temperaturas de verão podem chegar a mais de 20   ° C, embora seja raro para eles irem mais de 30° C (86° F). O clima consistentemente úmido que prevalece sobre a Irlanda pode fazer com que essas temperaturas pareçam desconfortáveis quando se aproximam dos altos 20° C (80–85° F), mais do que temperaturas similares em climas mais quentes no resto da Europa. Também recebe uma quantidade constante de chuvas ao longo do ano.

## Demografia
Para fins censitários, Portadown não é tratado como uma entidade separada pela Agência de Estatísticas e Pesquisas da Irlanda do Norte (NISRA). Em vez disso, é combinado com Craigavon, Lurgan e Bleary para formar o "Craigavon Urban Area". No entanto, uma contagem populacional bastante precisa pode ser obtida combinando os dados das alas eleitorais que compõem Portadown. Essas alas são Annagh, Ballybay, Ballyoran, Brownstown, Corcrain, Edenderry, Killycomain e Tavanagh.
No dia do último censo (27 de março de 2011), a população combinada dessas unidades era de 22.899. Dessa população:
- 13.957 (60,9%) eram protestantes ou protestantes
- 7.300 (31,8%) eram católicos ou de origem católica
- 1.642 (7,3%) eram de outras origens religiosas ou sem antecedentes religiosos.[31]

Os imigrantes representam cerca de 8% da população da cidade, muitos dos quais vêm da Europa Oriental, Portugal e Timor Leste, assim como a China e a Índia.

## Governança

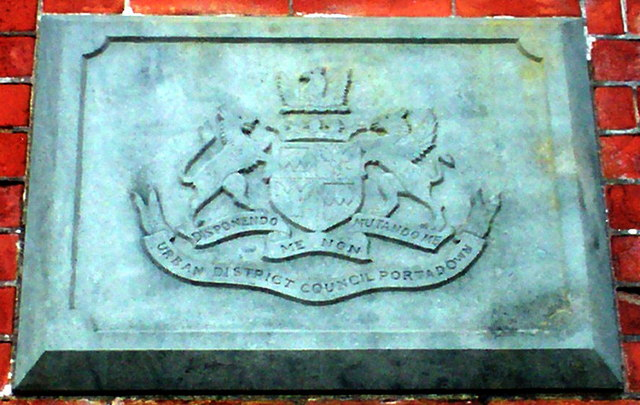
Placa do Conselho da Cidade Velha

Portadown faz parte do círculo eleitoral de Upper Bann para as eleições para a Assembleia da Irlanda do Norte e para o Parlamento do Reino Unido. Os limites do eleitorado da Assembléia e do eleitorado do Parlamento são idênticos. Este tem sido um lugar sindical seguro.
Portadown ficou sob o governo de Portadown Borough Council seguindo a Lei do Governo Local (Irlanda) de 1898. Isto foi abolido com a Lei do Governo Local (Limites) (Irlanda do Norte) de 1971 e a Lei do Governo Local (Irlanda do Norte) de 1972. Daí em diante, a cidade estava sob a jurisdição do maior conselho do distrito de Craigavon. No entanto, após a reforma do governo local, a cidade é agora parte de um dos maiores conselhos da Irlanda do Norte, o Armagh, Banbridge e Craigavon Borough Council. Conselheiros são eleitos para o conselho a cada quatro anos por representação proporcional.
Os conselheiros da DEA são:

## Locais religiosos
Portadown fica no limite entre duas paróquias. Este limite é o rio Bann. A parte da cidade no oeste do Bann está na paróquia de Drumcree, quando a parte da cidade no leste do Bann está na paróquia de Seagoe.

### Igrejas protestantes
Uma capela metodista foi construída em 1790. O local desta igreja mudou várias vezes e agora fica na Thomas Street, onde foi reconstruída em 1860. Há também uma capela metodista na área de Edenderry da cidade e outra igreja Metodista Epworth menor, juntamente com uma sala de reuniões na estrada Mahon. Há também uma Igreja Metodista Independente.
Em 1826, a Igreja da Irlanda de Saint Martin foi construída e depois renomeada como Saint Mark's. Antes disso, os membros da Igreja da Irlanda frequentavam a Igreja Paroquial de Drumcree ou a Igreja Paroquial de Seagoe. Esta igreja tem uma torre de relógio alta e está em uma posição de comando no centro da cidade. Outra igreja da Igreja da Irlanda é a Saint Columba's na Loughgall Road que foi construída em 1970.
A atual Igreja Paroquial Seagoe de St. Gobhan (Igreja da Irlanda), foi construída em 1814, e substituiu as muitas fundações anteriores da igreja que datam de cerca do século VII, que existiam no antigo cemitério de Seagoe, a cerca de cem metros de distância. Está ligado à Escola Primária de Seagoe, que é mantida pela Igreja e uma das poucas escolas primárias anglicanas remanescentes. O atual Primus da Igreja Episcopal Escocesa, Most Revd David Chillingworth foi reitor em Seagoe por 19 anos. Paróquia de St Columba na estrada Loughhall, e Knocknamuckley Igreja da Irlanda (St. Matthias) na Bleary Road também são paróquias existentes.
Existem duas Igrejas Presbiterianas: a Igreja Presbiteriana de First Portadown (também conhecida como Edenderry) (1822) e a Igreja Presbiteriana de Armagh Road (1859). O Rev. Stafford Carson foi Moderador da Igreja Presbiteriana na Irlanda, junho de 2009 a junho de 2010.

Há salões de reuniões batistas na Thomas Street e na Killicomaine Road; uma igreja de Elim na Avenida Clonavon; uma sala de reuniões Quaker na Portmore Street; uma igreja presbiteriana gratuita em Levaghery e sala de reuniões na Fitzroy Street. O pentecostal Luz dos Ministérios Mundial estão localizados na cidade, assim como a evangélica neopentecostal Vineyard Church. O Exército de Salvação tem um salão na cidade ao lado da prefeitura.
- Edenderry Methodist
- Armagh Road Presbyterian
- Seagoe Parish
- Friends Meeting House

### Igrejas católicas
A igreja de São João Batista foi construída na cidade de Ballyoran em 1783. A igreja original ficava no meio do que é hoje um grande cemitério. Uma segunda igreja católica, a Saint Patrick's, foi construída na William Street em 1835.

Na década de 1980, Saint John's foi derrubado tijolo a tijolo, movido e reconstruído no Museu Folclórico e de Transportes de Ulster em Cultra, Condado de Down. Uma nova igreja de São João foi construída perto de onde estava o original; senta-se onde a estrada de Garvaghy encontra a estrada de Dungannon. 

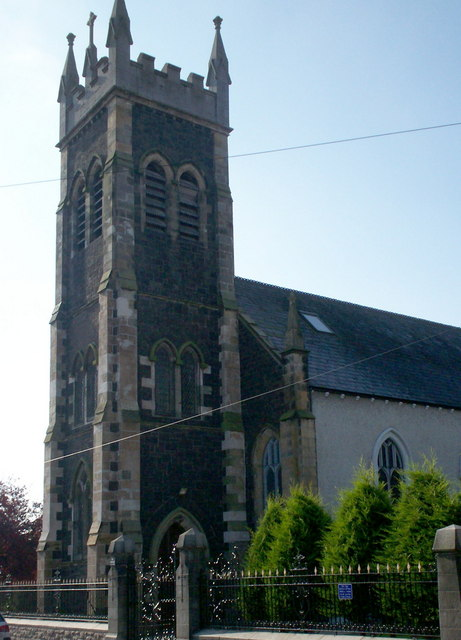
Saint Patrick's Roman Catholic
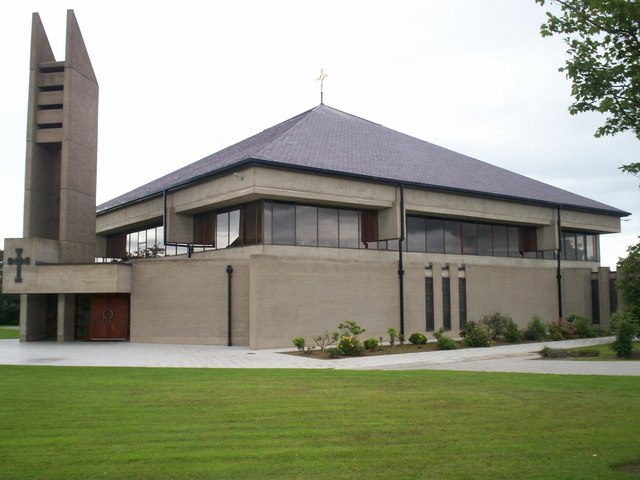
Saint John's Roman Catholic

### Outras igrejas
A Igreja de Jesus Cristo dos Santos dos Últimos Dias (Mórmon) tem uma igreja na Brownstown Road. Além disso, as Testemunhas de Jeová têm um Salão do Reino, nos subúrbios da cidade de Kernan.

## Transporte

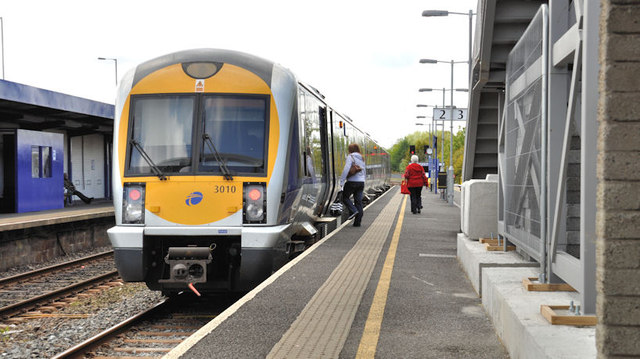
Estação Ferroviária de Portadown

Uma combinação de estradas, canais e ligações ferroviárias, todos convergindo para a Estação Ferroviária de Portadown, deu-lhe o apelido de "Hub do Norte" e isto criou emprego através da indústria de massa, bem como ajudou a agronomia tradicional da região. O Canal de Newry, inaugurado em 1742, ligava Carlingford Lough e o Mar da Irlanda a Lough Neagh. Ele se juntou ao rio Bann alguns quilômetros ao sudeste de Portadown. O canal abriu o comércio marítimo e deixou Portadown idealmente situado para aproveitar ao máximo as rotas comerciais. No entanto, o canal entrou em declínio com o crescimento da rede ferroviária e fechou o tráfego comercial na década de 1930.
Com o estabelecimento da Great Northern Railway, as rotas comerciais terrestres foram ampliadas e os prazos de entrega encurtados. A primeira estação ferroviária da cidade abriu em 1842 em Edenderry.
Na Estação Ferroviária de Portadown, a linha seguia em quatro direções - uma seguia para o nordeste em direção a Belfast, uma a noroeste em direção a Dungannon, uma a sudoeste até Armagh e uma a sudeste em direção a Newry e a seguir para Dublin. Hoje apenas a linha Belfast-Dublin permanece. Os estaleiros de reparação foram abertos em 1925 e estes grandes edifícios de betão dominaram o horizonte a oeste do centro da cidade. Em 1970, a estação atual foi inaugurada, no entanto, recentemente, houve renovação e reforma em massa. Esta nova estação foi concluída no final de 2012. A antiga estação Edenderry, do outro lado do rio, foi demolida. A estrada de desvio Northway abriu em torno deste tempo, ligando Portadown mais diretamente com a "nova cidade" de Craigavon. Isso significava construir uma nova ponte sobre o rio. A estrada corre paralela à linha férrea durante a maior parte do seu comprimento.

## Economia
Portadown tem um setor manufatureiro que cresceu além de suas raízes na produção de linho para incluir carpintaria, panificação e engenharia. Existem várias empresas que têm sido uma parte importante da história da Portadown:
- A Padaria Bakery foi fundada em 1912 por William David Irwin, avô dos atuais diretores-gerentes, como varejista de produtos alimentícios. A padaria do centro da cidade na Woodhouse Street foi transferida para instalações maiores em Carn em 1994, e o shopping center High Street Mall agora fica no lugar da antiga padaria. Hoje, a padaria Irwin é a maior padaria independente da Irlanda do Norte.
- Wade (Irlanda) Ltd. A Wade Ceramics[42] tinha uma planta substancial em Portadown[43] entre 1946 e 1989 na Watson Street, Edenderry, adjacente à Estação Ferroviária Vitoriana, que foi fechada na década de 1970.
- A Ulster Carpets Ltd[44] foi estabelecida na cidade em 1938 e foi a principal empregadora durante a maior parte da década de 1950 até a década de 1980, produzindo lã Axminster.
- Os processadores de carne Henry Denny & Sons (NI) Ltd. foram originalmente estabelecidos na Obins Street, mas mudaram-se para Corcrain após serem adquiridos pelo Kerry Group em 1982.

Outras indústrias desapareceram da cidade, como; destilação e fermentação de uísque, produção de sidra por Grews em Portmore Street, moagem de ração animal por Clows e Calvins em Castle Street, fabricação de ferro e latão da Portadown Foundry e outras empresas menores, cura de presunto / bacon por McCammons e Sprotts. Vários viveiros foram estabelecidos na cidade, principalmente Samuel McGredy & Son Ltd. e James Walsh Ltd., estes também foram. Havia também uma série de pequenas indústrias relacionadas à agricultura e à agricultura, como embalagem e distribuição de ovos, manteiga, aves e maçãs. Mas essas empresas foram substituídas por grandes empregadores como a Moypark, que processa frangos em uma escala industrial moderna e emprega cerca de 600 pessoas na cidade, além da Almac, uma empresa farmacêutica que emprega cerca de 1.000.

### Fabricação de linho
Grande parte da indústria da cidade no século XIX e XX foi centrada em torno do comércio de linho. A edição de 1881 do Slater's Directory (uma lista abrangente de cidades irlandesas) dá o seguinte como empregadores de manufatura em Portadown na época:
- Acheson J. & J. & Co. Bannview Fábrica de Tecelagem
- Bessbrook Spinning Co. Limited, Bridge Street e em Bessbrook
- Castle Island Linen Co. Fábrica da Ilha do Castelo; e em Belfast
- Cowdy Anthony & Sons, Thomas Street
- Gribbin Edward & Sons, Market Street e em Belfast
- Harden Acheson, Limited, Meadow Lane e em Belfast
- Lutton AJ & Son, Edenderry & em Belfast
- Moneypenny & Watson, Cornascrebe
- Montgomery John, Derryvore
- Reid Robert & Son, Tarson Hall
- Robb Hamilton, Edenderry
- Sefton JR & Co. Edenderry e em Belfast
- Sinton Thomas, Thomas Street e em Laurelvale e Tanderagee
- Turtle WJ Bridge Street
- Watson, Armstrong & Co. Edenderry Factory e em Belfast

Alguns destes moinhos de linho sobreviveram como fabricantes e grandes empregadores nos anos 1960, como Robbs e Achesons, mas todos acabaram fechando quando a demanda por linho irlandês caiu devido à fabricação de tecidos mais baratos feitos pelo homem.

## Cultura e comunidade

### Eventos
Country Comes to Town é um festival emblemático realizado na terceira semana de setembro desde 1998. Seu futuro é incerto devido a dificuldades de financiamento.

## Marcos

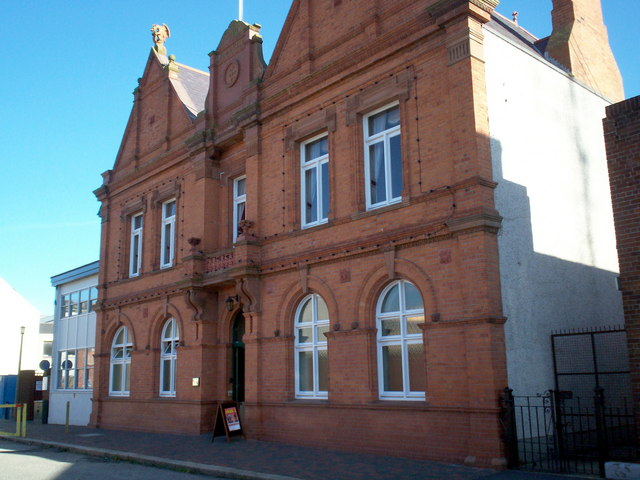
Câmara Municipal de Portadown

A Prefeitura de Portadown, na Edward Street, já foi a sede do governo local da cidade até a reforma do governo local em 1972. É um edifício vitoriano de 1890 que foi extensivamente remodelado e oferece um teatro e instalações para conferências. O Millennium Court Arts Centre contém duas galerias que permitem que artistas locais exibam seus trabalhos.
A Ardress House é uma quinta do século XVII que foi remodelada nos tempos da Geórgia e é hoje propriedade do National Trust . Está aberto ao público oferecendo visitas guiadas, passeios locais e recriações da vida da fazenda.
O Newry Canal Way é um caminho de acesso restaurado e totalmente acessível, agora utilizável como rota de bicicleta entre a Prefeitura de Newry e a Ponte Bann em Portadown. O Canal foi o primeiro canal do nível da cimeira na Grã-Bretanha e na Irlanda e tem 14 fechaduras entre a sua entrada em Carlingford Lough e Lough Neagh.
Uma das atrações do Newry Canal Way é o Moneypenny's Lock, um local que inclui uma casa de guarda-redes do século XVIII, estábulos e ambos. Isso proporcionava acomodação para os trabalhadores no canal e seus cavalos nos dias em que o canal fazia parte da rede de transporte industrial. Hoje é administrado em conjunto pelo Museum Services e pelo Lough Neagh Discovery Centre em Oxford Island.
O Hotel / Public House de McConville, em Mandeville/West Street, remonta a 1865, mas mudou-se em 1900 para a sua atual localização de esquina. O pub é totalmente preservado com snugs de madeira originais no interior, janelas de vidro gravadas no piso térreo, acessórios de luz a gás originais que agora funcionam com gás engarrafado e um dossel da porta de ferro e lanterna. Segundo a lenda local, alguns dos acessórios de carvalho russo no bar foram feitos com o mesmo design que os usados no Titanic.[carece de fontes?]
Localizado apenas fora da cidade fora da estrada de Dungannon é o único inteiramente restaurado Bunker da monitoração nuclear da guerra fria do corpo do observador real em Irlanda do Norte. Inaugurado em 1958, além de outros 57 bunkers espalhados pela Irlanda do Norte, teria sido usado para monitorar e relatar os efeitos de um ataque nuclear. O bunker foi restaurado e aberto como um museu em 2010 por membros da Royal Observer Corps Association.

## Pessoas notáveis

### Pessoas falecidas
- D'Arcy Wentworth (1762-1827), cirurgião e fundador de uma dinastia política australiana.
- Sir Robert Hart (1835–1911) foi funcionário consular britânico na China, que serviu de 1863 a 1911 como o segundo inspetor-geral do Serviço Aduaneiro Marítimo Chinês (IMCS).[56]
- Marion Greeves MBE (1894-1979) foi o primeiro de apenas dois membros femininos do Senado da Irlanda do Norte.[57] Ela serviu como independente de junho de 1950 até junho de 1969.[58][59]
- George Gilmore (1898–1985) foi um líder do Exército Republicano Irlandês Protestante (IRA) durante as décadas de 1920 e 1930. Em 1934, ele deixou o IRA e ajudou a criar o Congresso Republicano e a Coluna Connolly. Depois disso, Gilmore permaneceu uma figura de esquerda significativa dentro do movimento republicano.
- Eric Mervyn Lindsay OBE (1907-1974) foi um astrônomo que foi fundamental na criação do Armagh Plantetarium. Ele também foi responsável por persuadir o governo irlandês e a Universidade de Harvard a fundar um telescópio na estação de Boyden, na África do Sul, com o objetivo de mapear os céus do sul. Ele tem uma cratera na lua em homenagem a ele.
- Alexander Walker (1930–2003) foi um crítico de cinema que trabalhou para o Birmingham Post na década de 1950 e no London Evening Standard de 1960 até sua morte. Ele era uma figura altamente influente dentro da indústria cinematográfica e também escreveu vários livros sobre o assunto.
- Harold McCusker (1940-1990) foi um político sindicalista do Ulster que serviu ao MP para Upper Bann até a sua morte, e foi apontado como um futuro líder partidário.
- Harris Boyle (1953-1975) foi um membro de alta patente da Força Voluntária do Ulster (UVF) que foi explodido quando ele e outro membro colocaram uma bomba no microônibus da Miami Showband.
- Billy Wright (1960-1997) foi um líder paramilitar legalista que passou grande parte de sua vida em Portadown. Ele liderou a Brigada Mid Ulster do UVF antes de fundar um grupo separatista chamado Loyalist Volunteer Force (LVF) em 1996. Ele foi assassinado pelo Exército de Libertação Nacional da irlanda (INLA).

### Pessoas vivas
- Gloria Hunniford (nascida em 1940) é apresentadora de TV e rádio e ex-cantora. Ela é a mãe de Caron Keating, que morreu de câncer de mama em 2004.
- Victor Sloan MBE (nascido em 1945) é um fotógrafo e artista que vive e trabalha em Portadown. Empregando principalmente o meio da fotografia, ele manipula seus negativos e retrabalha suas impressões com tintas, tintas, toners e tinturas. Além da fotografia, ele também usa técnicas de vídeo e impressão.
- David Simpson (nascido em 1959) é o membro do Parlamento do Partido Unionista Democrático (DUP) para Upper Bann.
- Brendan McKenna é um ativista republicano irlandês e porta-voz da Coalizão dos Moradores da Estrada Garvaghy. Foi conselheiro político do Sinn Féin até 2007 e tornou-se secretário geral da éirígí em 2009.
- Les Binks é um baterista que é mais conhecido por ter sido o baterista do Judas Priest entre março de 1977 e julho de 1979.
- Aaron McCusker (nascido em 1978) é um ator mais famoso por interpretar Jamie Maguire na comédia dramática do Channel 4, Shameless.
- Paddy Johns (nascido em 1968) foi um jogador do rúgbi irlandês entre 1990 e 2000, que representou o Ulster e a Irlanda. Ele jogou nas finais da Copa do Mundo de Rugby de 1995 e na Copa do Mundo de Rugby de 1999.
- Colin Turkington (nascido em 1982) é um piloto de automobilismo e é o atual campeão do British Touring Car.
- Adam Carroll (nascido em 1982) é também um piloto de automobilismo[60] que atualmente está inscrito para correr pela A1 Team Ireland na série A1 Grand Prix. Carroll também correu pela FMS International na GP2 Series.
- Leigh Alderson (nascido em 1986) é um premiado bailarino, modelo, ator e coreógrafo. Alderson foi indicado ao prêmio de Personalidade de Artes do Ano no Ulster Tatler Awards em dois anos consecutivos, 2009 e 2010.
- Newton Emerson é jornalista e fundador do jornal online satírico Portadown News.
- Chris Pennell, jogador do rúgbi inglês, foi criado na cidade.

## Educação

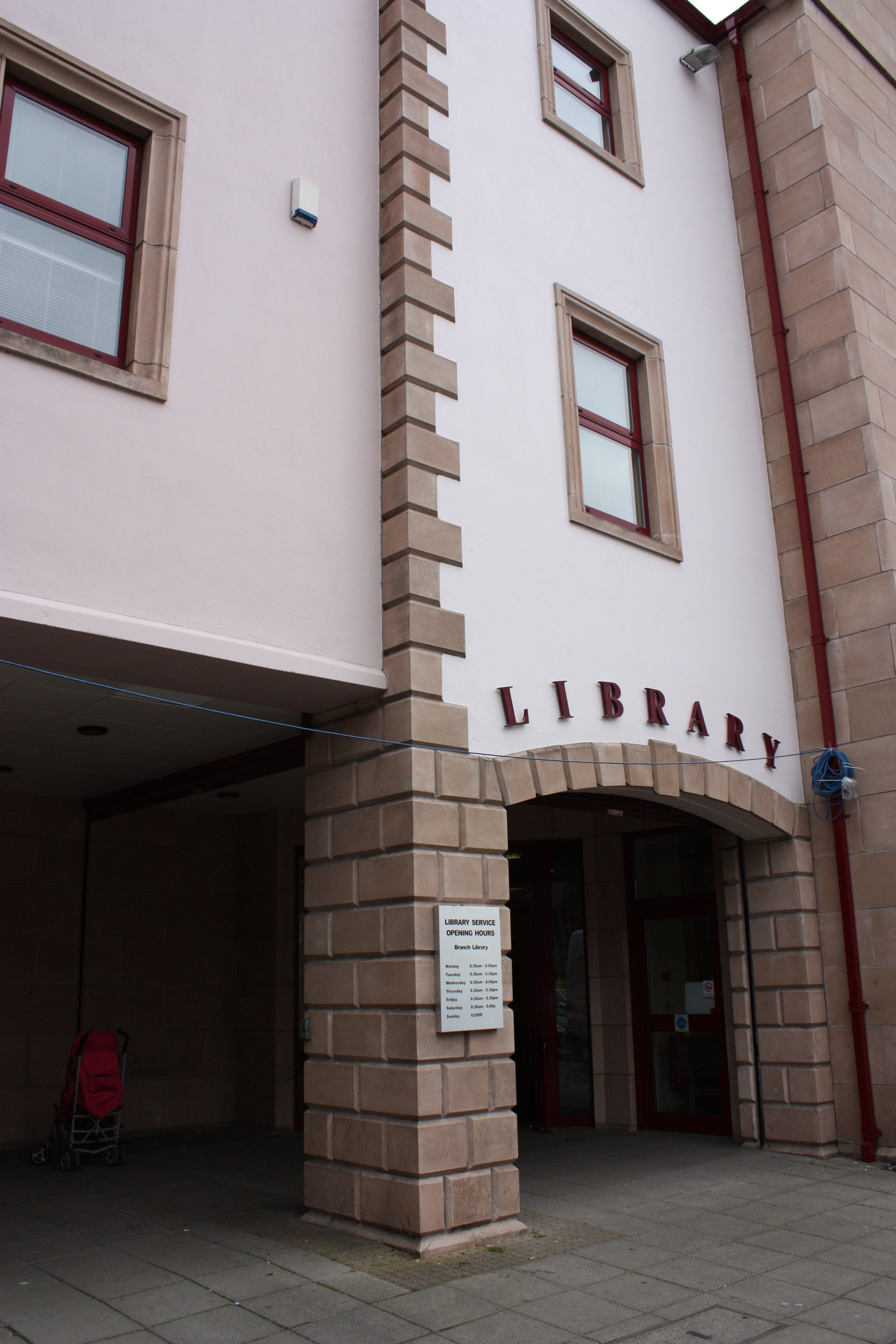
Biblioteca de Portadown

Portadown possui uma grande variedade de instituições acadêmicas, passadas e presentes. Hoje, as escolas em Portadown operam sob o Plano Dickson, um sistema de transferência no norte de Armagh que permite aos alunos aos onze anos a opção de fazer o exame 11-plus em escolas de gramática, com alunos em escolas secundárias sendo classificados em fluxos gramaticais e não-gramaticais. Os alunos podem ser promovidos ou rebaixados do fluxo gramatical durante seu tempo nessas escolas, dependendo do desenvolvimento de seu desempenho acadêmico, e aos quatorze anos de idade podem fazer exames baseados em disciplinas para se qualificarem para entrar em uma escola primária dedicada a prosseguir GCSEs e A-levels.

### Educação primária
A Escola Primária Thomas Street, administrada pelo estado, e a Escola Primária Church Street, antigamente a "Duke's School", foram ambas incorporadas à Millington Primary School 1970. Outras escolas primárias estatais incluem Escola Primária Ballyoran, Escola Primária Bocombra, Escola Primária Edenderry, Escola Primária Hart Memorial, Escola Primária Moyallan, Escola Primária Portadown, Escola Primária Richmount, e a Escola Primária Seagoe Anglicana. A Escola Primária de Derrycarne é agora usada como um Salão Laranja pela Ordem Laranja.
As escolas primárias geridas pelo Conselho para as Escolas Mantidas Católicas são a Escola Primária do Convento de Apresentação, Escola Primária São João Baptista (Irlandês: Bunscoil Eoin Baiste), que tem ambas as unidades inglês médio e irlandês médio, e Escola Primária de St. John. A Escola Primária de St Columba em Carleton Street está encerrada. Existe uma escola primária multi-denominacional ou integrada na cidade, Portadown Integrated Primary School, que abriu em 1990.[carece de fontes?]

### Educação pós-primária
A cidade é o lar de Portadown College, uma escola de gramática que foi inaugurada em 1924. Outras escolas secundárias estatais na cidade são Clounagh Junior High School, Craigavon Senior High School, St John's College e Killicomaine Junior High School.
A escola secundária solitária no setor mantido católico é a faculdade de St John.
O Colégio Técnico de Portadown, mais tarde o Colégio Portadown de Ensino Superior, foi fundido com Lurgan CFE e Banbridge CFE para formar o Instituto Superior de Educação Superior de Bann. A educação continuada na região foi consolidada novamente quando o instituto foi fundido com outras faculdades de FE em Armagh, Newry e Kilkeel para formar o Colégio Regional do Sul.

## Cuidados de saúde

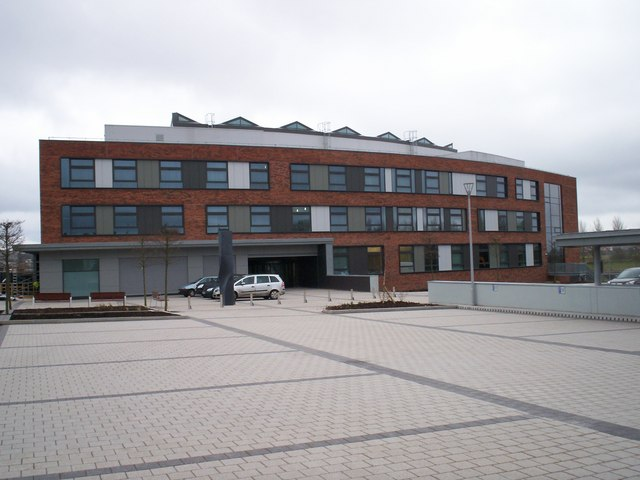
Portadown Health Center

O acesso a um GP é fornecido no Portadown Health Center. Os serviços de atendimento hospitalar e de Acidentes e Emergências estão disponíveis no Craigavon Area Hospital, construído em 1972 nos arredores da cidade como parte do desenvolvimento de Craigavon. Isso substituiu o Hospital Lurgan e o Hospital Maternidade Carleton, na Church Street, como a principal fonte de atendimento para a cidade. Atende a aproximadamente 241 mil pessoas do Mid Ulster e é um dos principais centros de tratamento de câncer fora de Belfast.

## Meios de comunicação
O principal jornal local de Portadown é o Portadown Times, publicado pela Johnston Publishing (NI) . Embora o jornal se concentre na área de Portadown, também serve cidades e aldeias ao norte de Armagh. Foi fundada em 1924 e é emitida semanalmente. Até recentemente, ele estava situado no centro da cidade, na Church Street, mas mudou-se três milhas fora da cidade para Carn Industrial Estate.

Entre 2001 e 2005, Newton Emerson, residente em Portadown, publicou um controverso jornal on-line satírico chamado Portadown News. O site, que foi atualizado quinzenalmente, atraiu a atenção da mídia, zombando da política e da cultura da Irlanda do Norte.